# Plicofollis magatensis
Plicofollis magatensis är en fiskart som först beskrevs av Herre 1926.  Plicofollis magatensis ingår i släktet Plicofollis och familjen Ariidae. Inga underarter finns listade i Catalogue of Life.